# Bartolomé de San Antonio

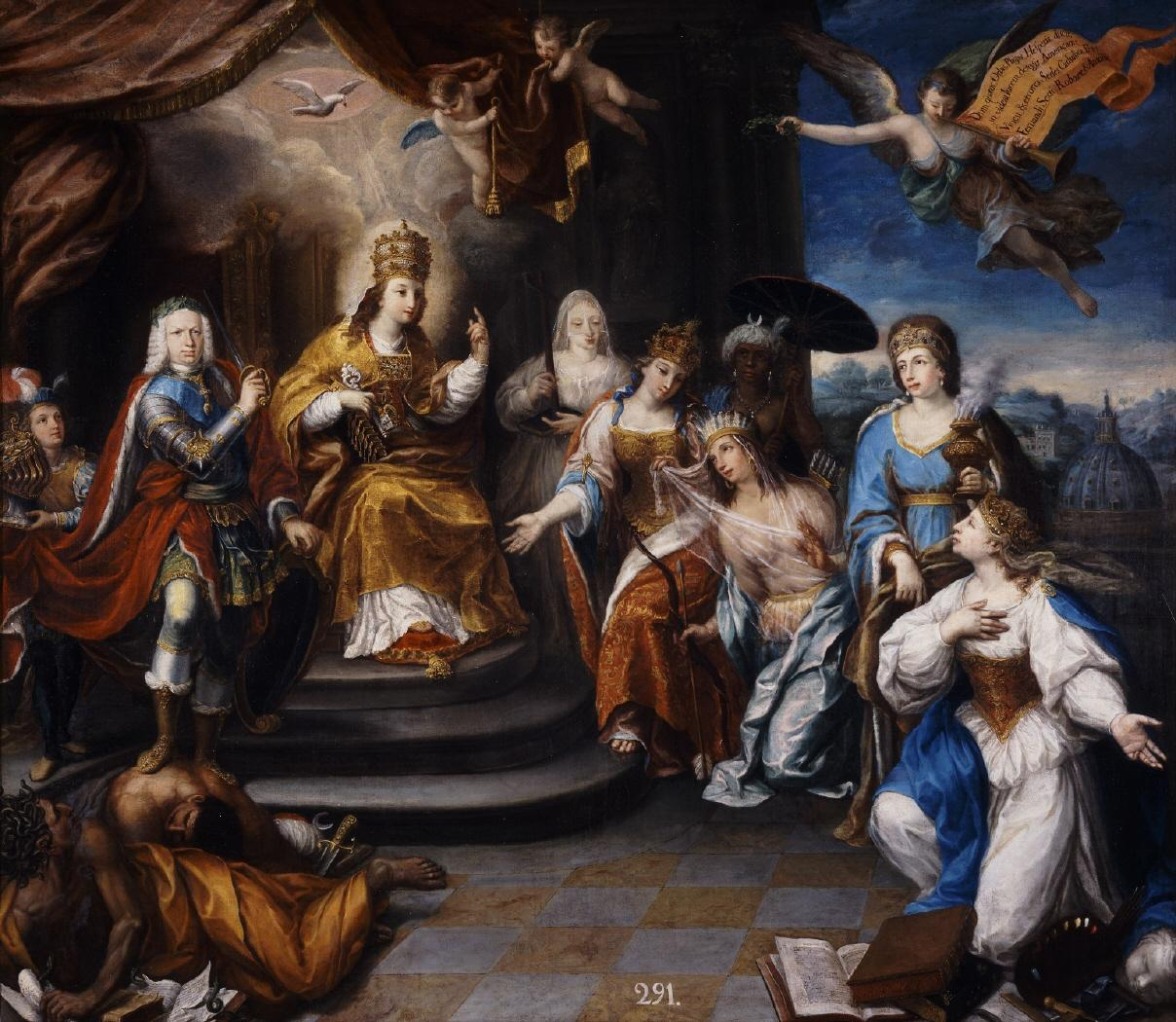
Alegoría de Fernando VI y la Iglesia católica, óleo sobre lienzo, 128 x 148 cm, Madrid, Real Academia de Bellas Artes de San Fernando.

Bartolomé Rodríguez  conocido como Fray Bartolomé de San Antonio (Ciempozuelos, 1708-Madrid, 1782) fue un fraile trinitario descalzo y pintor español, académico de mérito de la Real Academia de Bellas Artes de San Fernando.

## Biografía
Hijo de José Rodríguez y de Micaela Pantoja, tomó el hábito a los quince años. Tras cursar estudios de Filosofía y Teología fue enviado a Roma donde fijó su residencia en el convento de San Carlos de los españoles. Allí estudió pintura con Agostino Masucci y firmó el dibujo para un retrato del beato Pedro de Béthencourt grabado por Jerónimo Frezza en 1737. Retornó a su convento de Madrid en 1740, tras seis años de estancia en Italia. Al establecerse la Academia de San Fernando en la calle de Alcalá ofreció a la institución una alegoría de Fernando VI y la religión por la que fue recibido como académico de honor el 10 de mayo de 1753 y académico de mérito el 7 de junio del mismo año.
Tío del arquitecto Ventura Rodríguez, tuvo como discípulos a Luis Paret y Alcázar y a Francisco Javier Ramos, pintor de cámara de su majestad,
Ceán Bermúdez hizo mención de un elevado número de obras pintadas al óleo y al fresco en la iglesia y otras dependencias del primitivo convento de Jesús de Medinaceli en la plazuela de Jesús, incluyendo algunos retratos de generales y obispos de la orden trinitaria, aunque, apuntaba, «su mejor  obra es una oración del huerto colocada en un ángulo del claustro». De su producción, además de algún dibujo destinado a la estampa, se conoce una Santa Engracia en el Museo Cerralbo de Madrid y la citada Alegoría de Fernando VI y la Iglesia católica de la Real Academia de Bellas Artes de San Fernando, también conocida como España presenta América a la Iglesia, firmada y fechada en 1753.